# Samia aylanti
Samia aylanti är en fjärilsart som beskrevs av Victor Ivanovitsch Motschulsky 1858. Samia aylanti ingår i släktet Samia och familjen påfågelsspinnare. Inga underarter finns listade.